# Afterlife (canción de Arcade Fire)
«Afterlife» es una canción de la banda de indie rock canadiense Arcade Fire. Fue lanzado el 28 de septiembre de 2013, como una sola desde el cuarto álbum de estudio de la banda, Reflektor. La canción se estrenó en Saturday Night Live.

## Video musical
El video musical de la canción «Afterlife» fue lanzado el 21 de noviembre de 2013. El cortometraje, dirigido por Emily Kai Bock, representa a una familia mexicana que sueña con su madre desaparecida.
En el 2014, el video ganó un premio Prism Prize y fue nominado a un MTV Video Music Award en la categoría de Mejor fotografía.

## Posicionamiento en listas
| Listas (2013)                               | Mejor posición |
| ------------------------------------------- | -------------- |
| Bélgica (Flandes) (Ultratip Bubbling Under) | 59             |
| Bélgica (Valonia) (Ultratip Bubbling Under) | 76             |
| Estados Unidos (Alternative Airplay)        | 35             |
| US Rock Songs (Billboard)                   | 46             |